# Malwacultuur
De Malwacultuur was tussen 1600 en 1300 v.Chr. een archeologische cultuur in Malwa die volgde op de Ahar-Banascultuur. Hoewel het een overlap had met die cultuur waaierde de Malwacultuur verder uit, vooral naar het zuiden over het Vindhyagebergte en het Satpuragebergte richting Khandesh en de Dekan. Deze cultuur werd gevolgd door de Jorwecultuur.
Navdatoli was de grootste nederzetting in het noorden en heeft een begindatum die tussen 2000-1750 v.Chr. ligt. Stadsplanning lijkt te ontbreken bij de huizen van vitselstek. Er werd landbouw beoefend met onder meer tarwe, gerst, lijnzaad, urdbonen, mungbonen, linzen, Indiase kruisbes, Indiase jujube en vleugelboon en later ook rijst. Gedomesticeerde dieren die aangetroffen werden, waren vee, schapen, geiten en varkens. Resten van herten wijzen erop dat ook de jacht nog een rol speelde. In veel sites die geen onderdeel waren van de voorgaande culturen lijkt de Malwacultuur de eerste agrarische samenleving. Er bleven groepen jagers en pastoralen waarmee de landbouwers samenwerkten. De overgang naar landbouw ging gepaard met een bevolkingsgroei. Zo lijkt Navdatoli gegroeid te zijn van 50-100 tijdens de Banasfase naar zo'n 1000-1500 mensen tijdens de Malwafase.
Andere belangrijke sites zijn Maheshwar, Nagda en Eran. In die laatste nederzetting is ook een lemen weermuur gevonden met een walgracht. Er zijn aanwijzingen dat Nagda contacten onderhield met Saurashtra, waar zich rond die tijd de Rangpurcultuur uit laat-Harappa bevond.
De grootste site was echter Daimabad in het zuiden. Waar de gemiddelde site zo'n 2 hectare besloeg en Navdatoli zo'n 7 ha, omvatte Daimabad in deze periode 20 ha met 3000 tot 4000 inwoners en had mogelijk ook een tempel. Verschillen in grootte van huizen en begraafplaatsen zijn een indicatie van sociale ongelijkheid. Er zijn in Daimabad ook Harappaanse invloeden gevonden van voor de Malwacultuur.

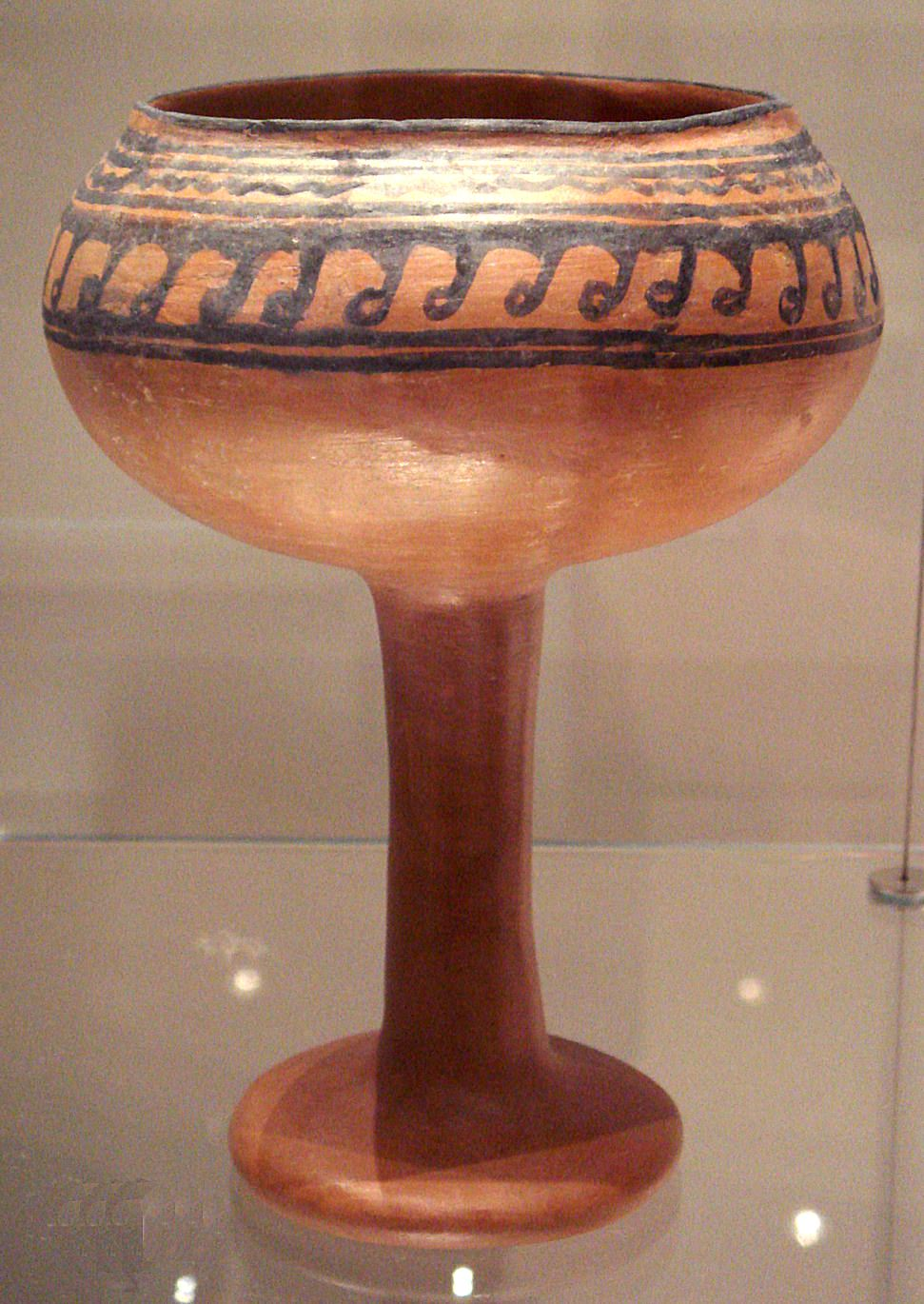
Bokaal uit Malwa, 1300 v.Chr.

Typisch voor Malwa is grof aardewerk met een dikke laag vaalgele of oranje slib en zwarte of bruine schilderingen die met ruim 600 verschillende motieven zeer variëren. Naast geometrische patronen, zijn er ook schilderingen van planten, dieren en mensen.
Er werden vooral stenen werktuigen gevonden, waaronder klingen en in Navdatoli meer dan 23.000 microlieten. Steengroeves zijn gevonden in Adamgarh, Lalitpur, Mandsaur en Bhopal.
Koper is mogelijk minder gevonden vanwege de schaarste. De koperen bijlen hebben inkepingen die lijken op die van Ganeshwar. 